# حسق سقطري
حسق سقطري (الاسم العلمي:Priva socotrana) هو نوع من النباتات يتبع جنس الحسق من الفصيلة اللويزية.